# کاوال

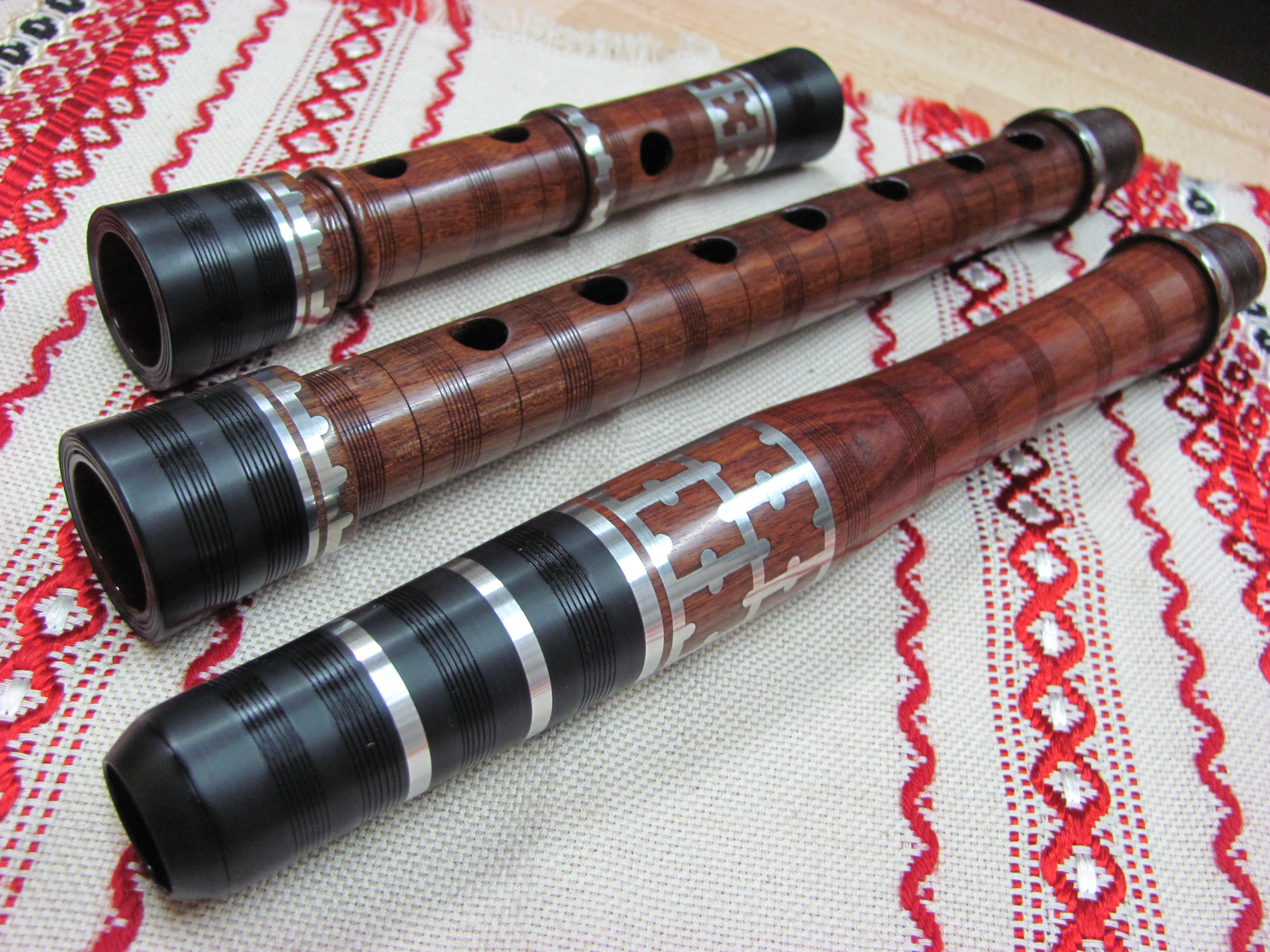
کاوال بلغاری در کوک «ر» (D)، ساخته‌شده از چوب موپانه، با تزیینات قلع – کاوال سبک عروسی، ساخته‌شده در سال ۲۰۱۲ توسط استادکار رادوسلاو پاسکالف در ویرجینیا، ایالات متحده آمریکا

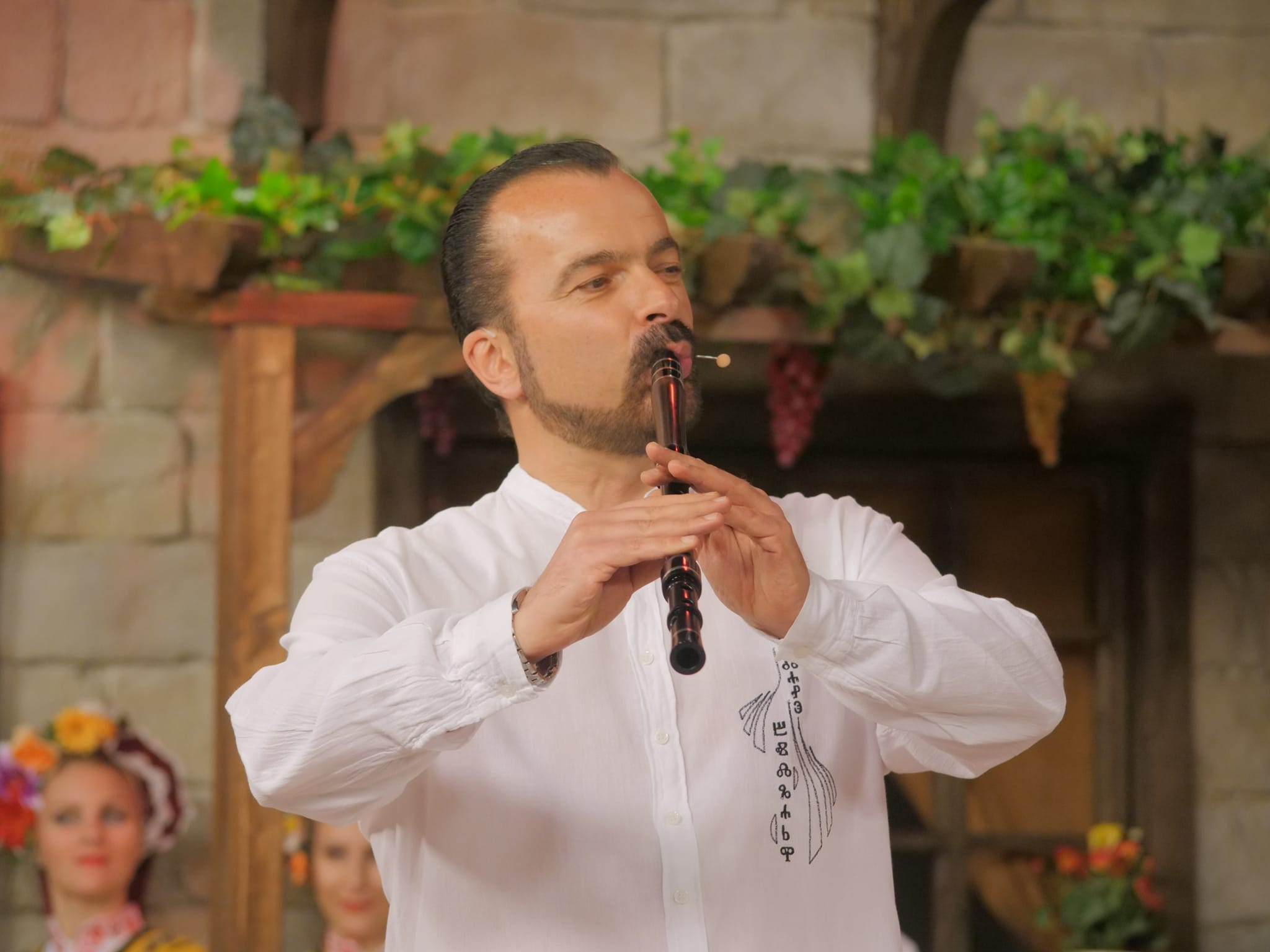
ولادیمیر ولیچکوف، نوازنده و آهنگ‌ساز برجستهٔ کاوال بلغاری

کاوال (Kaval) یک نوع نی است که به‌صورت مایل نواخته می‌شود و به‌طور سنتی در سراسر بالکان (در آلبانی، رومانی، بلغارستان، جنوب صربستان، کوزوو، مقدونیه شمالی، شمال یونان و دیگر مناطق) و آناتولی (از جمله ترکیه و ارمنستان) نواخته می‌شود. کاوال در اصل با چوپان‌های کوهستانی پیوند دارد.
کاوال از نوع نای سَردَمِشی کروماتیکی است. برخلاف نای کناردمشی، کاوال از دو طرف باز است و با دمیدن در لبهٔ تیز یکی از سرها نواخته می‌شود. این ساز هشت سوراخ برای نواختن دارد (هفت در جلو و یکی در پشت برای انگشت شست) و معمولاً چهار سوراخ دیگر نیز نزدیک انتهای ساز قرار دارد که برای تنظیم زیروبمی هستند. به‌عنوان نای لبی چوبی، کاوال به «کوالا» در جهان عرب و «نی» در خاورمیانه شباهت دارد.

## ساختار
کاوال معمولاً از چوب ساخته می‌شود (زغال‌اخته، زردآلو، آلو، شمشاد، ون کوهی و دیگر گونه‌ها)، ولی نمونه‌هایی از شاخ گاومیش، «قمیش» Linnaeus 1753 (نی ایرانی)، فلز و پلاستیک هم وجود دارد.

کاوال‌هایی که یک‌تکه ساخته می‌شوند، معمولاً در پایهٔ چوبی نصب می‌شوند تا از پیچ‌خوردگی محافظت شده و دیواره‌های درونی روغن‌کاری بمانند. بسته به کوک، کاوال می‌تواند در محدودهٔ زیر (C، C#)، میانه (D، H) یا بم (A، B) باشد. این ساز دو اکتاو و یک پنجم را در گام کروماتیک اجرا می‌کند. صدای آن گرم، اندوهگین و خوش‌نواز است.

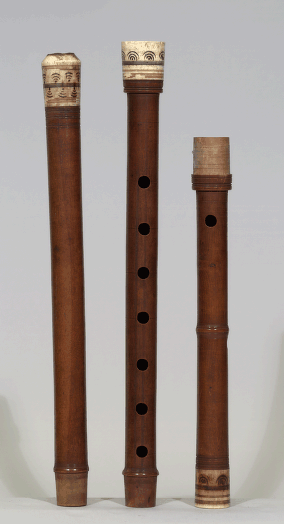
یک کاوال از سال ۱۹۱۹. حلقه‌های استخوانی که با شیارهای چرخ‌تراش و تزیینات چشم‌پرنده زینت داده شده‌اند، با ابزار برش شکل‌گرفته اضافه شده‌اند.

## تاریخچه
کاوال در اصل با چوپان‌های کوهستانی در بالکان و آناتولی مرتبط است. گفته شده است که کاوال همراه یوروک‌ها از رشته‌کوه توروس در جنوب آناتولی به بالکان جنوبی در جنوب‌شرق اروپا گسترش یافته است.
هرچند در گذشته تقریباً منحصراً ساز چوپانان بود، امروزه در موسیقی فولک معاصر و رقص‌ها، هم به‌صورت تک‌نوازی و هم در گروه‌ها، رواج یافته است.

## نواختن
برخلاف نای کناردمشی، کاوال از دو طرف باز است و با دمیدن در لبهٔ تیز یکی از سرها نواخته می‌شود. این ساز هشت سوراخ برای نواختن دارد (هفت در جلو و یکی در پشت برای انگشت شست) و معمولاً چهار سوراخ دیگر نیز در نزدیکی انتهای ساز وجود دارند. این سوراخ‌ها برای نواختن به کار نمی‌روند بلکه برای تعیین زیرترین تُن و رنگ صوتی ساز هستند و قرار است رنگ و زیروبمی را بهبود ببخشند. در بلغارستان این سوراخ‌ها را «سوراخ‌های شیطان» می‌نامند، براساس فولکلوری که در آن شیطان می‌کوشد در نبردی موسیقایی چوپانی را شکست دهد. هنگامی که چوپان خوابیده بود، شیطان در کاوال او سوراخ‌هایی ایجاد می‌کند، اما به‌جای خراب‌کردن ساز، صدای آن بهتر می‌شود و در نتیجه شیطان ناکام می‌ماند. در مقدونیه شمالی این سوراخ‌ها را «گلاسنیچی» (гласници) می‌نامند، به‌معنای «صدا دهنده».
هنگام نواختن، کاوال با هر دو دست در زاویه‌ای حدود ۴۵ درجه به طرفین گرفته می‌شود، به‌گونه‌ای که چهار انگشت یک دست سوراخ‌های پایین را می‌پوشاند و سه انگشت دیگر و انگشت شست دست دیگر سوراخ‌های بالا را می‌پوشانند. دهان حدود سه‌چهارم انتهای کاوال را می‌پوشاند. با تغییر فشار اتمسفری تنفس، زیروبمی صدا نیز تغییر می‌کند.

## گونه‌ها

### بلغارستان

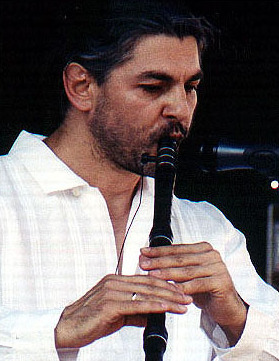
نوازندهٔ کاوال بلغاری تئودوسی اسپاسوف در حال اجرا با کاوال

کاوالی که در بلغارستان بیشتر رایج است، از نوع کوک میانه (D) است. کاوال در کوک بم‌تر (C) نیز در این کشور چندان نادر نیست. آنچه در سبک بلغاری نواختن کاوال شاخص است، تنوع رنگ‌های صوتی و فنون اجرایی آن است. در کاوال بلغاری چهار محدودهٔ زیروبمی مختلف وجود دارد که با جریان هوا و تا حدی با نحوهٔ قرارگیری لب‌ها و دهان بر انتهای ساز کنترل می‌شود. صدای ویژه‌ای در بم‌ترین محدودهٔ کاوال ایجاد می‌شود؛ اگر به‌آرامی دمیده شود، صدایی نرم و ملایم حاصل می‌شود، ولی با تغییر جریان هوا، صدایی عمیق (مانند فلژوله) تولید می‌شود. این صدا چنان شاخص است که برخی آن را محدوده‌ای جداگانه می‌دانند و آن را «کابا» می‌نامند. همچنین جالب است که فن «تنفس دَوَرانی» نیز به‌خوبی در نواختن کاوال به‌کار می‌رود. این فن به نوازنده امکان می‌دهد بدون قطع جریان هوا، هنگام دم کشیدن از بینی، نواختن را ادامه دهد. در گذشته این کار مهارتی خارق‌العاده به‌شمار می‌رفت، اما امروزه بسیاری از نوازندگان جوان آن را به‌کار می‌گیرند.
کاوال بلغاری که در گذشته یک‌تکه از چوب ساخته می‌شد، اکنون از سه بخش جداگانه ساخته می‌شود (از چوب زغال‌اخته، گردو، آلو یا شمشاد)، با طولی در حدود ۶۰ تا ۹۰ سانتی‌متر. حلقه‌های استخوانی محل اتصال‌ها را پوشش می‌دهند تا از ترک‌خوردن چوب جلوگیری شود. تزیینات فلزی نیز بر آن افزوده می‌شود. سوراخ‌های انگشت در بخش میانی ساز قرار دارند، در حالی که بخش پایینی (کوتاه‌تر) چهار سوراخ اضافی به نام‌های «دوشنیتسی» یا «دیولسکی دوپکی» («سوراخ‌های شیطان») دارد که در هنگام نواختن پوشیده نمی‌شوند.
در رشته‌کوه‌های ردوپه در جنوب‌غرب بلغارستان، دو کاوال با کوک یکسان (که «چیفته کاوالی» نامیده می‌شود) به‌صورت همزمان نواخته می‌شوند؛ یکی ملودی را اجرا می‌کند و دیگری «دِرون» یا صدای پایدار زمینه را. این نوع کاوال از یک‌تکه چوب ساخته می‌شود. کاربرد مشابهی از کاوال در مقدونیه و کوزوو نیز دیده می‌شود، جایی که یکی از دو کاوال (معمولاً بم‌تر و در کوک یکسان) «نر» و دیگری «ماده» خوانده می‌شود.

### رومانی و مولداوی
در رومانی و مولداوی سه نوع کاوال وجود دارد: کاوال‌های مولداوی (با ۶ سوراخ)، کاوال‌های اولتنیا (با ۵ سوراخ) و کاوال‌های دوبروجا (که به کاوال‌های بلغاری شباهت دارند). صدای پایهٔ این سازها ممکن است نت «لا» (A) باشد، اما در برخی سازها پایین‌ترین صدایی که می‌توان نواخت، ممکن است بین «سل» (G) تا «دو» (C) متغیر باشد. کاوال‌های رومانیایی، سازهای قومی هستند که توسط صنعتگران ساخته می‌شوند (معمولاً از دو تکه، اگرچه مدل‌های قدیمی‌تری نیز وجود دارند که یک‌تکه‌اند) و به همین دلیل هر ساز به‌نوعی منحصربه‌فرد است. کاوال رومانیایی در کوک «لا» دارای دامنهٔ اجرایی برابر با دو اکتاو است (که برخی نت‌ها در آن وجود ندارند).
پنج نت نخست متعلق به یک گام مینور هستند که درجهٔ چهارم آن به‌صورت کروماتیک بالا می‌رود. این پنج نت به‌عنوان محدودهٔ بم ساز دسته‌بندی می‌شوند. همین پنج نت، یک اکتاو بالاتر نیز تکرار می‌شوند و با نت‌های فا دیز (F#)، سل (G) و لا (A) کامل می‌گردند که نیمهٔ بالایی یک مُد با ریشهٔ مینور-ملودیک در «لا» را شکل می‌دهند. نت‌های بم بین «می» (E) تا «لا» (A) در کاوال رومانیاییِ کوک A قابل اجرا نیستند، و این ویژگی باعث می‌شود که ساز دارای دامنه‌ای بیضی‌شکل یا ناقص (elliptic ambitus) تلقی شود. اکتاو آخر و پرکاربردترین اکتاو بدون نیاز به پوشاندن سوراخ با لب‌ها نواخته می‌شود. بخش بالایی دامنهٔ اجرایی به افزایش فشار هوا نیاز دارد. چهار نت نهایی نیز نیازمند فشار بیشتری هستند. در میانهٔ اکتاو بالا، نت «می۲» (E2) را می‌توان با دو تکنیک فشاری متفاوت نواخت که هر یک، رنگ صوتی خاصی تولید می‌کند.

### ترکیه

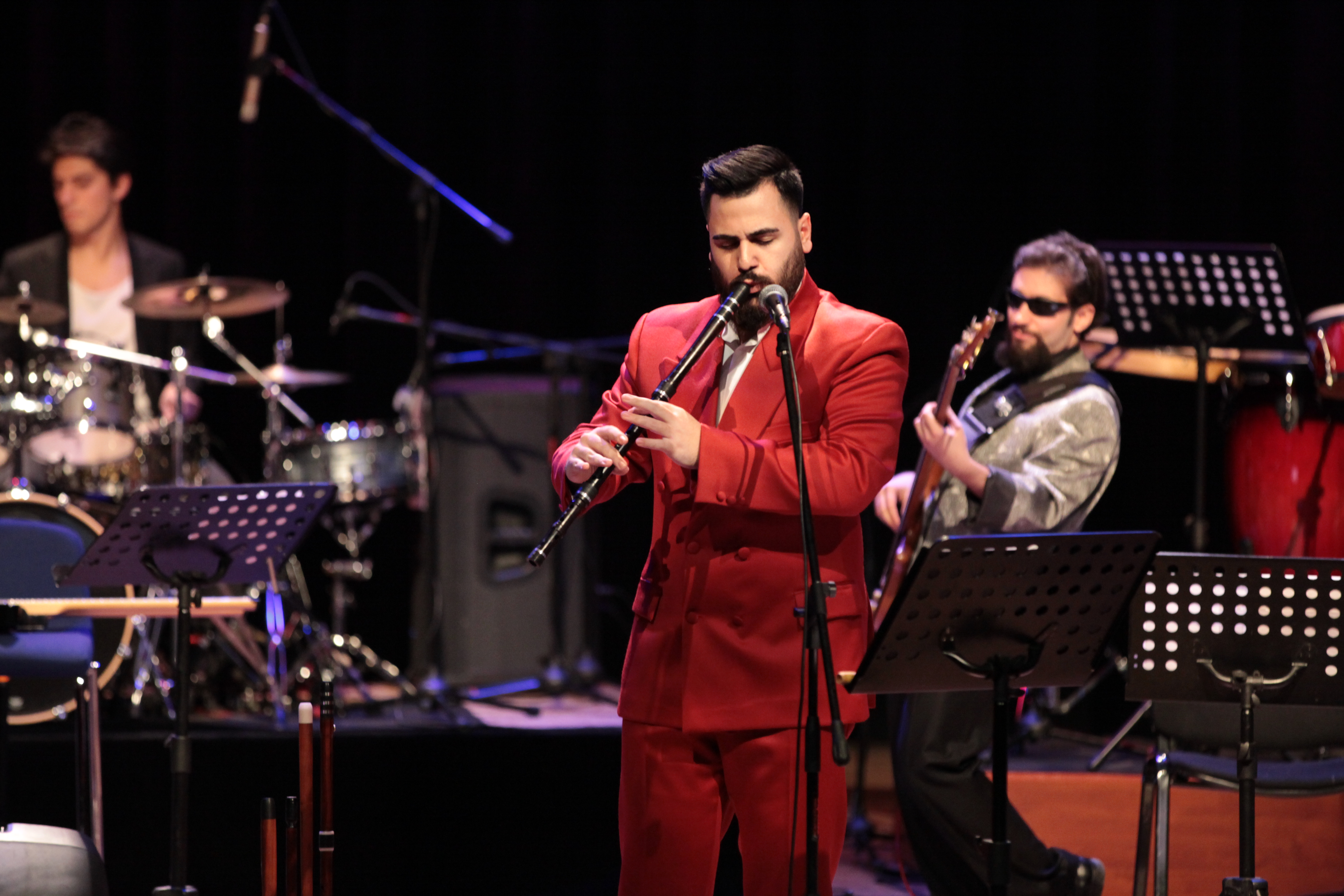
نوازندهٔ کاوال ترک، باتوهان آیدین در حال اجرای زنده با کاوال

در ترکیه واژهٔ «کاوال» به‌طور کلی به همهٔ نی‌های چوپانی اطلاق می‌شود و به‌طور خاص‌تر (اما نه همیشه) به نای بدون مجرا گفته می‌شود. وجود یا نبود مجرا گاهی با افزودن واژهٔ توصیفی مشخص می‌شود: «دیل‌سیز کاوال» (کاوال بدون زبان)، «دیلی کاوال» (کاوال دارای زبان). همچنین از صفت‌های دیگر برای اشاره به جنس، اندازه یا ویژگی‌های ساخت استفاده می‌شود: «قَمیش کاوالی» (کاوال نیی)، «چام کاوالی» (کاوال کاجی)، «معدنی کاوالی» (کاوال فلزی)، «جورا کاوالی» (کاوال کوچک)، «چوبان کاوالی» (کاوال چوپانی یا کاوال بلند)، «اوچ پارچالی کاوالی» (کاوال سه‌تکه). کاوال ترکی ممکن است از چوب، نی، استخوان یا فلز (معمولاً برنج) ساخته شود و دارای پنج یا تعداد بیشتری سوراخ انگشت، یک سوراخ شست و گاه سوراخ‌های اضافی بدون انگشت‌گذاری مانند ساز بلغاری باشد.

### یونان
در تراکیه و برخی از جزایر اژه، واژهٔ «کاوالی» به نای انتهایی از خانوادهٔ «فلوجرا» اطلاق می‌شود. این ساز دارای هفت سوراخ انگشت و گاه یک سوراخ اضافی برای شست است. در مقدونیه واژهٔ «کاوالی» همچنین برای اشاره به «سوراولی» به‌کار می‌رود. در اپیروس، کاوال انتهایی با نام «جامارا» شناخته می‌شود.

### مقدونیه شمالی
در مقدونیه شمالی پنج نوع کاوال وجود دارد، که بر پایهٔ طول و دامنهٔ صدایی دسته‌بندی می‌شوند:
- najmal kaval (کوچک‌ترین کاوال) – طول: ۶۳۰ میلی‌متر، نت پایه: دیز۱؛
- mal kaval (کاوال کوچک) – طول: ۶۷۲ میلی‌متر، نت پایه: ر۱؛
- kaval koj nema posebno ime (کاوالی بدون نام خاص) – طول: ۷۰۰ میلی‌متر، نت پایه: دو دیز۱؛
- sreden kaval (کاوال میانه) – طول: ۷۵۲ میلی‌متر، نت پایه: دو۱؛
- golem kaval (کاوال بزرگ) – طول: ۷۸۵ میلی‌متر، نت پایه: سی.

در سنت‌های موسیقایی مقدونیه شمالی، رایج‌ترین گونه‌ها «کوچک‌ترین» و «بی‌نام» هستند.
«شوپلکا» (šupelka) در مقدونیه شمالی، شبیه کاوال است (در هر دو طرف باز است)، ولی کوتاه‌تر است (۲۴۰ تا ۳۵۰ میلی‌متر). از چوب گردو، زرشک، ون، افرا یا دیگر چوب‌ها ساخته می‌شود. شوپلکا می‌تواند گام کروماتیک را در دو اکتاو اجرا کند، به‌جز نخستین نت از اکتاو پایین. صدای آن در محدودهٔ بم، نرم و خوش‌آهنگ است، ولی در محدودهٔ زیر، تیز و نافذ می‌شود.

### صربستان
کاوال (در این‌جا با نام «چوارا» cevara) در سنت‌های موسیقایی جنوب، جنوب‌شرق و شرق صربستان بسیار رایج است.
تصاویر نوازندگان روی فرسک‌های کلیساها و صومعه‌های قرون وسطای این بخش از بالکان، نشان می‌دهد که کاوال پیشینه‌ای قرون وسطایی دارد. در سمتی که نواخته می‌شود، یک نوک تیز پرنده‌مانند قرار دارد که به تولید آسان‌تر صدا کمک می‌کند. صدا زمانی تولید می‌شود که کاوال به‌صورت نیمه‌افقی یا در زاویهٔ ۴۵ درجه روی لب‌ها گذاشته شود و نوازنده مستقیم در آن بدمد.

### مولداوی
کاوال مولداوی دارای پنج و گاه شش سوراخ است و به‌طور گسترده‌ای در موسیقی فولکلور سنتی رومانی و مولداوی به‌کار می‌رود.

### آلبانی و کوزوو
کاوال آلبانیایی به‌طور معمول در میان آلبانیایی‌های گگ‌ها در شمال آلبانی، کوزوو، مونته‌نگرو و مقدونیه شمالی، و همچنین در میان توسک‌ها در جنوب آلبانی، به‌ویژه در منطقهٔ گرَمش، نواخته می‌شود. کاوال به‌طور سنتی از چوب ساخته می‌شود، اما در سال‌های اخیر از مس یا حتی برنز نیز استفاده شده است. در آلبانی، این ساز را «فی‌یل» (Fyell) می‌نامند. بیشتر ملودی‌های آن «کابا» و «وای» نام دارند که هرچند غم‌انگیزند، اما زیبا تلقی می‌شوند. گفته شده است که چوپانان هنگام مواجهه با دزدان یا برای رساندن پیام‌های عاشقانه به محبوب خود، با کاوال پیام می‌فرستادند.

## نی‌های مرتبط

### سویرکا
«سویرکا» (svirka) یا «تسافارا»، «سورچه» یا «کاوال کوچک»، نی چوپانی بلغاری است که از یک لولهٔ چوبی ۲۵ تا ۵۰ سانتی‌متری با شش یا هفت سوراخ انگشت و یک لبهٔ استخوانی تشکیل شده است و مانند کاوال نواخته می‌شود.

### ارمنستان
بلول (ارمنی: բլուլ) نای انتهایی باز چوپانی است که به‌طور سنتی در ارمنستان نواخته می‌شود و از نظر ساختاری شبیه به کاوال است. این ساز از نی یا چوب زردآلو ساخته می‌شود و هشت سوراخ دارد: هفت سوراخ انگشت و یک سوراخ شست. صدای حاصل از آن دیاتونیک است و رنگ صوتی آن نرم و مخمل‌گون توصیف شده است. «بلول» با ساز «سرینگ» ارتباط دارد و گاهی مترادف آن دانسته می‌شود، که واژه‌ای رایج برای نی‌های انتهایی در فرهنگ ارمنی است.

### باشقیرهاوقفقاز
در میان باشقیرها و مردم قفقاز نیز نای انتهایی بازی مشابه کاوال رواج دارد که با نام‌هایی چون «خوبیراخ»، «قورای» و «چور» یا «شور» شناخته می‌شود.
«خوبیراخ» معمولاً لوله‌ای صاف، توخالی و به عرض ۷۰ سانتی‌متر است که از ساقهٔ توخالی یک چترگیاه بزرگ یا چوب ساخته می‌شود و سه یا گاه شش سوراخ انگشت دارد. امروزه این ساز از پلاستیک نیز ساخته می‌شود.